# Conjunt prehistòric de s'Àguila d'en Quart - Na Pau
El conjunt prehistòric de s'Àguila d'en Quart - Na Pau és un jaciment arqueològic prehistòric situat al lloc anomenat na Pau, a la possessió de s'Àguila d'en Quart, segregada de la possessió de s'Àguila, al municipi de Llucmajor, Mallorca. Aquestes restes estan formades per dos nuclis d'un poblat talaiòtic i una doble naveta d'habitació.